# Lappträsk, Sjundeå

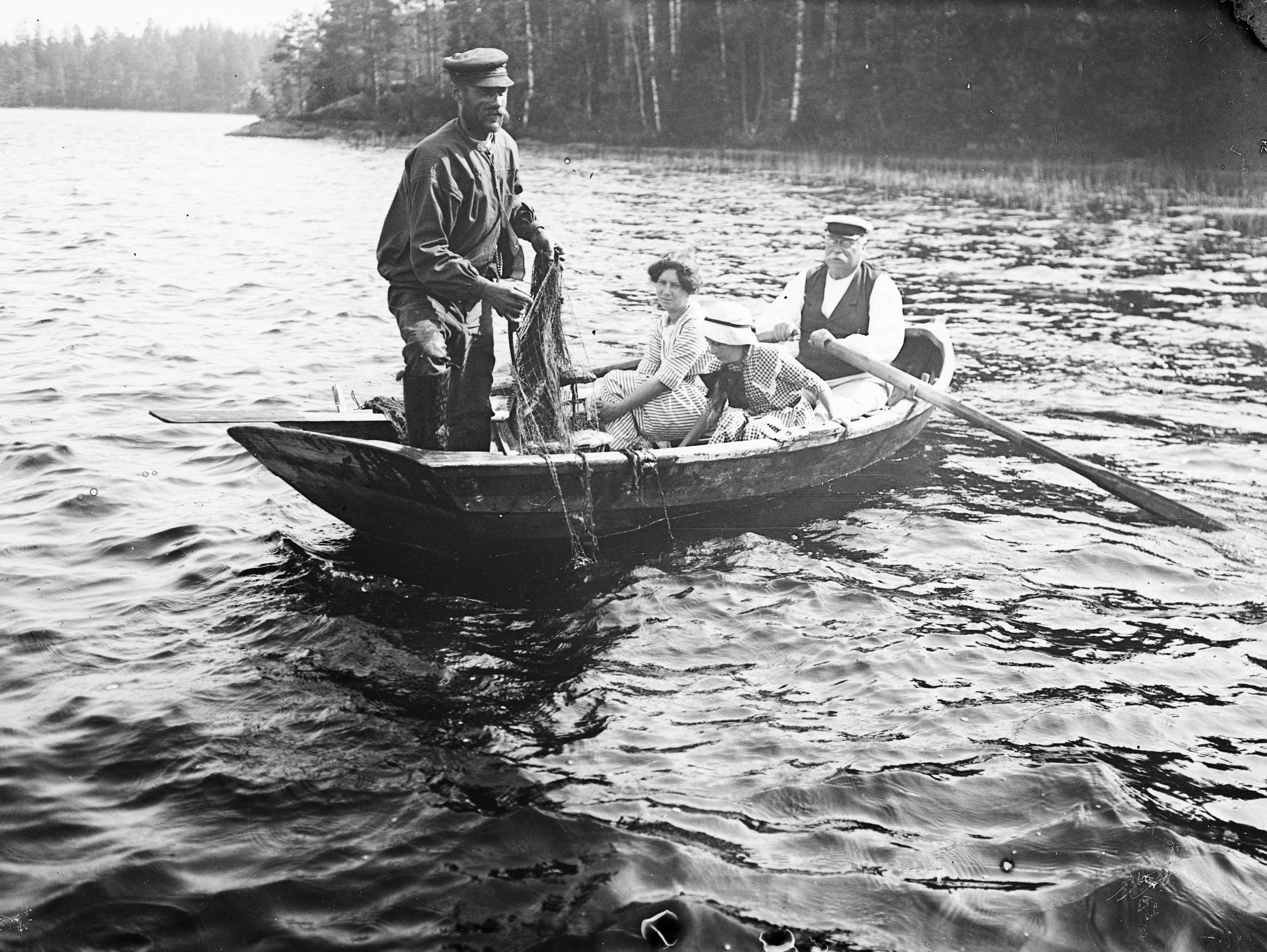
Fiske på Lappträsk år 1912. Bild tagen av Bernhard Åström.

Lappträsk är en sjö i Sjundeå kommun i Finland.   Den ligger i landskapet Nyland, i den södra delen av landet, 30 km väster om huvudstaden Helsingfors. Lappträsk ligger 39,5 meter över havet.  Arean är 89,4 hektar och strandlinjen är 8,5 kilometer lång. Sjön  ingår i Sjundeå å huvudavrinningsområde. 